# HIP 116454b
HIP 116454b або K2-2 b — екзопланета, що обертається навколо помаранчевого карлика HIP 116454 у 55 парсеках (180 світлових роках) від Землі, в сузір'ї Риб. Ця планета має 32 тис. кілометрів (20,000 миль) у діаметрі та масу в 12 разів більшу за Земну; обертається у 13,5 млн.км від своєї зірки, роблячи повний оберт за 9.1 земних доби, таким чином температура на її поверхні завелика для існування там життя. Екзопланета була виявлена космічним телескопом НАСА Кеплер, у ході місії K2, транзитним методом. Існування планети підтверджено спектрометричним методом на наземному телескопі, учені вважають, що це або водний світ, або «мінінептун» із широкою газовою атмосферою. Про відкриття було оголошено 18 грудня 2014.